# کیران (سینجیک)
کیران (انگلیسی: Kıran) یک منطقه مسکونی در ترکیه است که در استان آدیامان و در ناحیه سینجیک واقع شده است.